# Pablo Romero Henostroza
Pablo Lorenzo Romero Henostroza es un político peruano. Ocupó entre 1990 y 1995 la Alcaldía provincial de Huaraz, departamento de Áncash.
Participó en las elecciones municipales de 1983 como candidato a regidor provincial de Huaraz por el Partido Popular Cristiano obteniendo la representación a pesar de que su partido no ganó las elecciones. En las elecciones municipales de 1989 se presentó como candidato del FREDEMO a la Alcaldía provincial de Huaraz obteniendo la representación con el 34.511% de los votos. En las elecciones municipales de 1993 fue reelegido al cargo, esta vez por el Frente Cívico Ancashino Nuevo Cambio obteniendo sólo el 18.195% de los votos. Tentó la reelección en 1998 por el movimiento fujimorista Vamos Vecino sin obtener la representación. Igual suerte tuvo en las elecciones del 2002 cuando intentó nuevamente su reelección. Finalmente, en las elecciones regionales del 2006 tentó la Presidencia Regional de Áncash quedando en cuarto lugar tras conseguir sólo el 11.041% de los votos.
Durante su gestión como alcalde de Huaraz construyó el Mercado Central de la ciudad; impulsó la llegada de servicio de agua potable con tres plantas de tratamiento y cuatro nuevos reservorios: 2 en Shancayán; 1 en Raimondi y 1 en Los Olivos; implantó una fábrica de tubos para desagüe; construyó nichos en el Cementerio Presbítero Villón; pavimentó con 4 carriles la Av. Amado Figueroa; pavimentó ambas márgenes del río Quillcay, apertura de calles en diferentes lugares de la ciudad y avanzó un 30% el Mercado Popular, construyó el Puente Bolívar sobre el río Quillcay para unir la ciudad de Huaraz con el distrito de Independencia.